# Saint-Pantaléon-de-Larche
 Saint-Pantaléon-de-Larche  (en occitano Sent Pantaleon de l'Archa) es una comuna y población de Francia, en la región de Nueva Aquitania (anteriormente Lemosín), departamento de Corrèze, en el distrito de Brive-la-Gaillarde y cantón de Larche. Es la comuna más poblada del cantón.
Su población en el censo de 2008 era de 4599 habitantes. Forma parte de la aglomeración urbana de Brive-la-Gaillarde.
Está integrada en la Communauté de communes Vézère-Larche.

## Demografía
| 1233 | 1206 | 1336 | 1729 | 2406 | 3019 | 3478 | 3773 | 4599 |
| Para los censos de 1962 a 1999 la población legal corresponde a la población sin duplicidades (Fuente: INSEE [Consultar]) |      |      |      |      |      |      |      |      |